# 广西壮族自治区钦州监狱
广西壮族自治区钦州监狱是隶属于中华人民共和国广西壮族自治区监狱管理局的一所监狱。该监狱坐落在广西壮族自治区钦州市北营路。

## 沿革
广西壮族自治区钦州监狱的前身是1951年成立的广西壮族自治区百色监狱。为支持国家重点建设工程百色水利枢纽的建设，在中共广西壮族自治区党委、广西壮族自治区人民政府的关心及有关部门支持下，广西壮族自治区百色监狱从百色市迁至钦州市。2004年2月，迁建工程动工。2007年11月，迁建工程基本完工，并且完成了监狱的整体搬迁。2007年11月5日，经中华人民共和国司法部批复同意，该监狱迁至钦州市之后更名为广西壮族自治区钦州监狱。2007年12月12日，广西壮族自治区钦州监狱举行揭牌仪式。